# Pierre Leroux
Pierre Henri Leroux (Parigi, 7 aprile 1797 – Parigi, 12 aprile 1871) è stato un editore, filosofo e politico francese.

## Il socialismo repubblicano
Di origini umili (i genitori avevano una rivendita di bibite in place des Vosges a Parigi), Pierre Leroux è fin da giovanissimo un fervido studioso ottenendo una borsa di studio per frequentare il liceo di Rennes (ora intitolato a Emile Zola). Vinto, nel 1814, anche il concorso d'ammissione all'École polytechnique, deve rinunciare ad entrarci per aiutare madre e tre fratelli in seguito all'improvvisa morte del padre. Inizialmente muratore, riesce poi a diventare apprendista in una tipografia di un cugino. Acquisito il mestiere si avvicina alla tipografia Charles-Louis-Fleury Panckoucke in cui, nel 1824 Paul-François Dubois fonda il giornale Le Globe. Il suo ruolo però non si limita alle funzioni tecniche: il giovane Pierre riesce a farsi notare con alcuni articoli di carattere filosofico, al punto da entrare nella direzione della rivista. Dopo aver dato un'impronta liberale durante e dopo la Rivoluzione del luglio 1830 a Le Globe, Leroux aderisce al Sansimonismo facendo della rivista un organo del movimento. L'adesione al Sansimonismo non dura molto, ma si rivela fondamentale per la maturazione politica di Leroux che, fatta sua la concezione sansimoniana della società nella storia ma contestando il modello dicotomico epoche critiche/epoche organiche e favorendovi l'idea di un “progresso continuo”, ripensa il repubblicanesimo in termini inediti, ponendo il concetto di associazione, insieme politica e sociale, a fondamento di un nuovo modo di pensare la politica. Un modo che, non senza analogie con quello di Philippe Buchez, altro ex-sansimoniano e repubblicano, si diffonderà a partire dall'inizio degli anni Quaranta, nel mondo degli artigiani, soprattutto parigini e lionesi, e nelle minoranze colte progressiste, costituendo il nucleo teorico del primo socialismo repubblicano francese.

## Il neologismosocialisme
Pierre Leroux può essere considerato l'inventore del termine socialismo, benché in italiano e in inglese, fossero stati usati alla fine del secolo precedente termini analoghi in un significato però molto diverso, per designare cioè il sostenitori del contratto sociale. Limitandosi ai testi editi, la prima occorrenza della parola socialisme in Francia è effettivamente di Leroux, nel 1833, in un articolo più volte ripubblicato dal titolo De l'individualisme et du socialisme. Come spiegherà egli estesso nel 1847 glossando la ripubblicazione dell'articolo: “È evidente che, in tutto quello scritto, bisogna intendere per socialismo il socialismo come lo definiva in quello stesso scritto, ovvero l'esagerazione dell'idea di associazione o di società”. L'opposto, anch'esso negativo, di individualismo. E aggiunge: “Da qualche anno ci si è abituati a chiamare socialisti tutti i pensatori che si occupano di riforme sociali, tutti coloro che criticano e disapprovano l'individualismo, tutti quelli che parlano, in diversi termini, di provvidenza sociale e di solidarietà che riunisce non solo i membri di uno stato ma l'intera Specie umana” (nota del 1847 riportata anche in P. Leroux, De l'individualisme et du socialisme, in Id., Œuvres (1825-1850), vol. I, Paris, 1850, p. 376). Nel 1847 il socialismo è divenuto ormai, grazie anche all'apporto fondamentale di Pierre Leroux, un movimento di pensiero molto diversificato, ma profondamente caratterizzato tanto dall'ideale della giustizia e della solidarietà sociale, quanto dall'idea della possibile o necessaria emancipazione e liberazione di una società naturalmente destinata all'autogoverno. Tra gli altri socialisti repubblicani francesi dell'epoca si possono ricordare Louis Blanc, Philippe Buchez e Étienne Cabet.

## L'Encyclopédie nouvelle, altre riviste e opere
Tra le numerose opere scritte e le diverse riviste ideate e dirette da Pierre Leroux (La Revue encyclopédique, La Revue indépendante, la Revue sociale), con interventi che spaziano dalla filosofia alla teologia, dalla critica letteraria all'invettiva politica, nella coerenza di un pensiero che si confronta con l'unità del reale e della storia, ha un particolare senso sottolineare la monumentale Encyclopédie nouvelle. Dictionnaire philosophique, scientifique, littéraire et industriel che diresse insieme all'amico Jean Reynaud. Heinrich Heine, in sintonia con altri pareri dell'epoca, scrisse che quest'opera era per il pensiero socialista e repubblicano dell'Ottocento ciò che era stata l'Enciclopedia di Diderot per il secolo dei Lumi. La poderosa enciclopedia, prima che in volume, uscì a dispense dal prezzo modico in modo da poter avere una diffusione per così dire democratica; purtroppo, anche in seguito alla rottura fra Pierre Leroux e Jean Reynaud e a delle difficoltà economiche, fu ridotto in corso d'opera l'ampiezza dell'opera. Resta un monumento fondamentale per comprendere la cultura di un'epoca e la sua fertilità intellettuale e scientifica. Diverse degli scritti di Pierre Leroux nacquero inizialmente destinate a questa enciclopedia (tra cui De l'Humanité, Du Christianisme, Du culte).

## Gli anni Quaranta: la comunità di Boussac e la Costituente del 1848
Ottenuto una licenza per aprire una tipografia nel paese di Boussac nella Creuse (centro della Francia), fattogli conoscere dall'amica George Sand, Pierre Leroux vi si trasferisce con la famiglia e, nel giro di poco, un gruppo di fedeli discepoli. Nella sorta di comune che nasce, la vita è condivisa e nell'agricoltura si mette in pratica la teoria del Circulus, elaborata dallo stesso Leroux e fondata sul principio che, contrariamente da quanto sostenuto da Malthus, l'aumento della popolazione, fattore evidente di progresso, non conosce ostacoli naturali: l'aumento numerico degli uomini si accompagna alla crescita analoga della protenziale produttività agricola. Si tratta di organizzare borghi e città, e in particolare i loro sistemi fognari, in modo da recuperare i liquami umani per fertilizzare i campi. L'idea, che è da comprendere nelle sue implicazioni demografiche -anti-malthusiane- e filosofiche -anti-utilitaristiche e progressiste-, ebbe un discreto successo; tra i suoi sostenitori più celebri si può ricordare Hugo che, lasciando l'eroico Jean Valjean perdersi nella labirintica fogna parigina, dedica all'esposizione della teoria e ai dati necessari a sostenerla, un intero capitolo dei Miserabili (Libro IV della Quinta parte).
Dopo la rivoluzione di febbraio, Leroux appoggia naturalmente senza esitazioni la Repubblica. Il governo provvisorio lo nomina sindaco di Boussac e il 4 giugno, candidato all'Assemblea costituente con i democratici-socialisti, viene eletto con oltre novantamila preferenze (su 240.000 votanti) nel dipartimento della Seine. Eletto prende posto tra i banchi della Montagna. Le sue prese di posizione sono all'insegna del socialismo repubblicano e associazionista in cui aveva sempre creduto. Poco dopo l'elezione, prende pubblicamente le difese degli operai insorti a Parigi durante le giornate di giugno, nonostante la sua fede nel progresso l'avesse portato a rifiutare le barricate come strumento utile a fondare la giustizia sociale. Tra i suoi interventi all'Assemblea, merita di essere ricordato il suo Projet d'une constitution démocratique et sociale, proposta di costituzione per una repubblica democratica a venire in cui Pierre Leroux espone anche la sua teoria della società e la sua filosofia religiosa.
Il 13 maggio 1849 Leroux viene rieletto rappresentante della Seine all'Assemblea nazionale e si pone in netta opposizione alla politica di Luigi-Napoleone Bonaparte.

## Esilio edamnatio memoriae
Dopo il colpo di Stato del 2 dicembre 1851, Leroux parte in esilio inizialmente a Londra, poi nell'Isola di Jersey, dove ritrova diversi oppositori del Secondo impero, tra cui Hugo. In seguito alla legge d'amministia del 1859, Pierre Leroux ritorna in Francia nel 1860, dove pubblica il lungo poema filosofico La Grève de Samarez (1863-1864), in cui i ricordi autobiografici si fondono con idee e rielaborazioni diverse. Anche tornato in Francia, l'esilio di fatto prosegue grazie a una damnatio memoriae a cui Leroux, ne La Grève de Samarez, denuncia di essere stato condannato dai bonaparisti come da molti di quelli che gli erano stati compagni di strada.
Pierre Leroux muore nell'aprile del 1871 nel pieno della Comune di Parigi; la delegazione ufficiale della Comune insorta di Parigi, al funerale, gli rese omaggio testimoniando rispetto “non al filosofo, sostenitore della scuola mistica oggi incondivisibile, ma all'uomo politico che all'indomani delle giornate di giugno prese coraggiosamente la difesa dei vinti” (citato da H. Mogin, Pierre Leroux, Paris, Editions Sociales, 1938, p. 10). Questa netta distinzione fra l'amico degli operai e il socialista mistico pesa tutt'oggi sulla maggior parte delle interpretazioni di questo padre del socialismo repubblicano.
Pierre Leroux fu membro della Massoneria.